# UFC 13
UFC 13: The  Ultimate Force var en mixed martial arts-gala arrangerad av Ultimate  Fighting Championship (UFC) i Augusta i Georgia i USA på  Augusta Civic Center den 30 maj 1997.